# Lommoltunturi
Lommoltunturi är ett berg i Finland.   Det ligger i den ekonomiska regionen  Fjäll-Lappland  och landskapet Lappland, i den norra delen av landet, 900 km norr om huvudstaden Helsingfors. Toppen på Lommoltunturi är 546 meter över havet.
Terrängen runt Lommoltunturi är varierad.  Trakten runt Lommoltunturi är nära nog obefolkad, med mindre än två invånare per kvadratkilometer. Närmaste större samhälle är Muonio, 20,0 km väster om Lommoltunturi. 